# كارل إدوارد فيونو

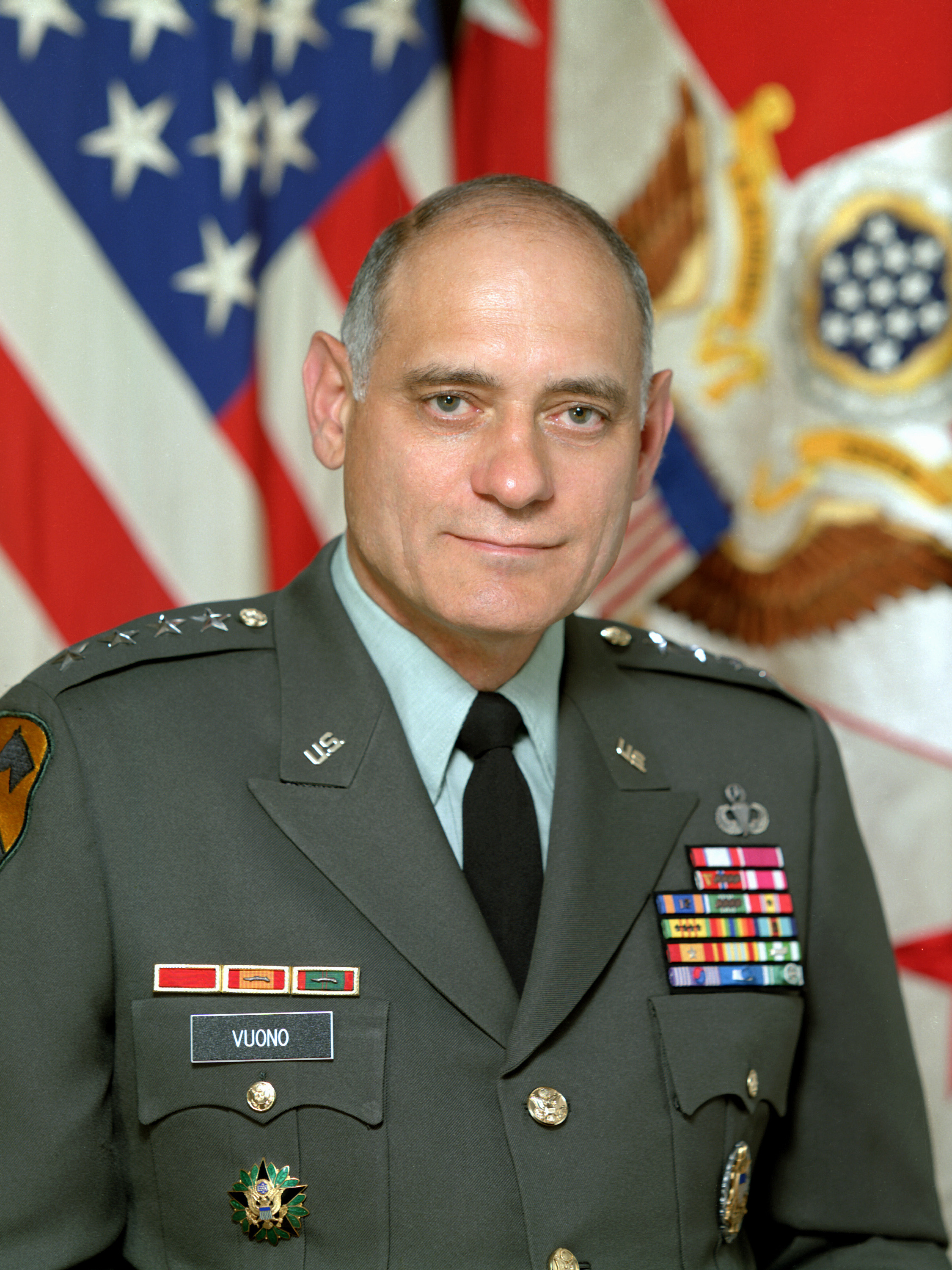
كارل إدوارد فيونو

كارل إدوارد فيونو (بالإنجليزية: Carl E. Vuono) (18 أكتوبر 1934) هو جنرال متقاعد من جيش الولايات المتحدة شغل منصب رئيس أركان جيش الولايات المتحدة 1987-1991.

## روابط خارجية
- سيرة جيش الولايات المتحدة